# Orthosia arthrolita
Orthosia arthrolita är en nordamerikansk fjärilsart som beskrevs av Harvey 1874. Arten ingår i släktet Orthosia och familjen nattflyn. Inga underarter finns listade i Catalogue of Life.